# Spårvägsparken

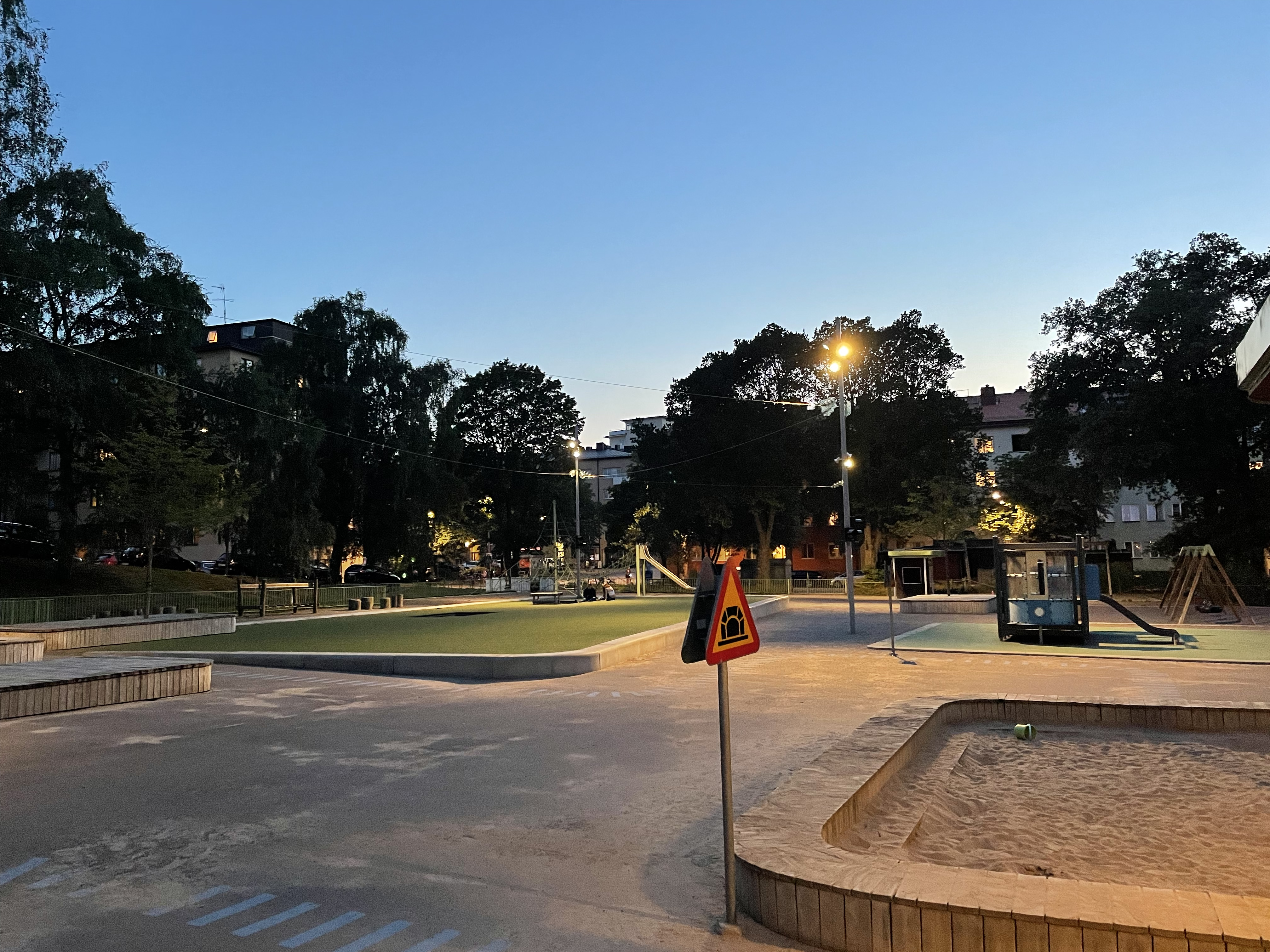
Spårvägsparkens lekplats

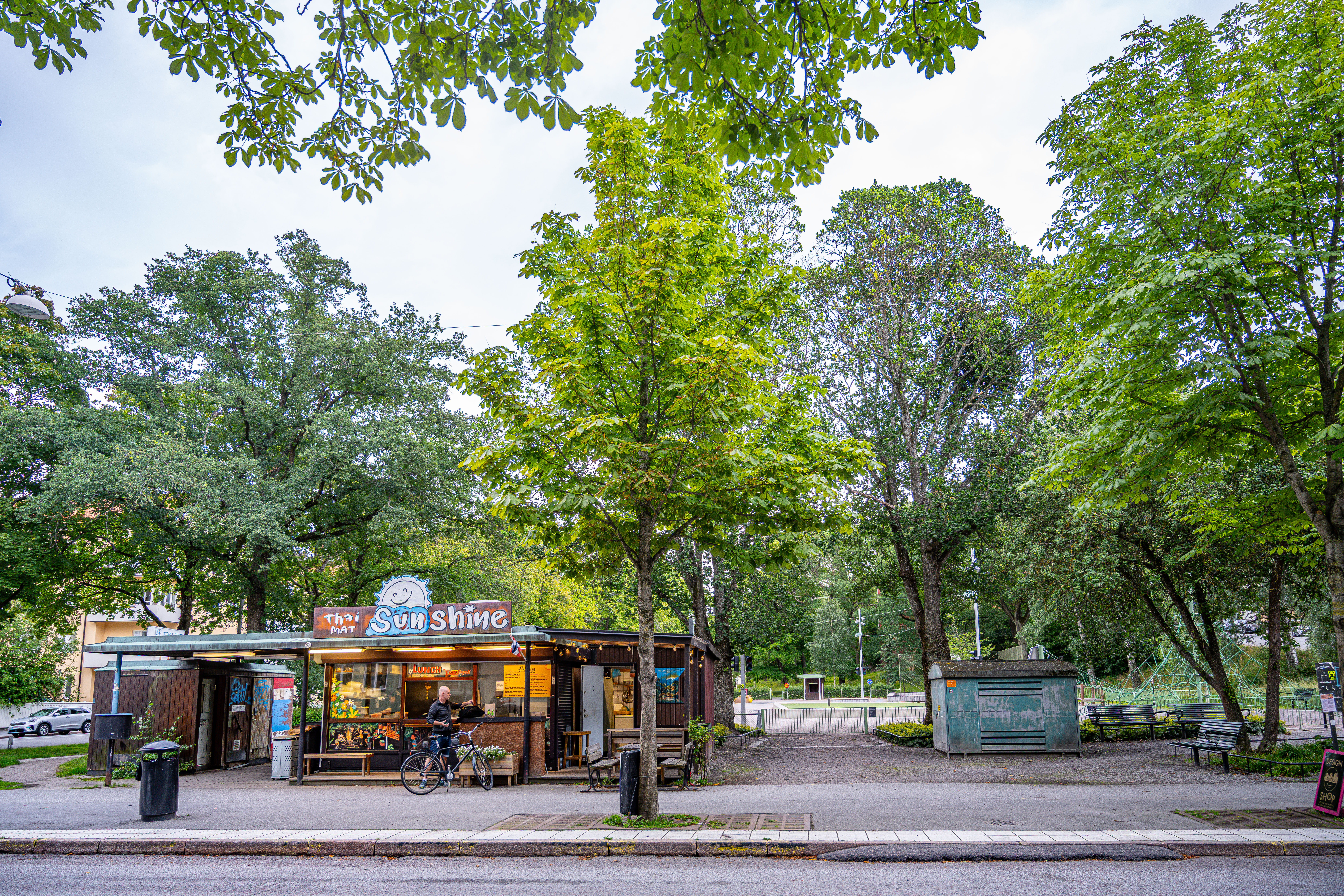
Parken från Frödingsvägen med kiosken.

Spårvägsparken är en kvarterspark om 0,7 hektar mitt i stadsdelen Fredhäll på Kungsholmen i Stockholm. Parken omgärdas av Rålambsvägen, Frödingsvägen och Stagneliusvägen. Ändhållplatsen för spårvagn 2 låg tidigare vid Frödingsvägen på parkens västra sida, vilket förklarar namnet.
Parken domineras av Spårvägsparkens lekplats, vars tema spårväg knyter an till platsens historia. Vid Frödingsvägen finns en
kiosk med uteservering.

## Historik
I den stadsplan som 1930 antogs för Fredhäll ingick en riklig tilldelning av parkmark. I Rudbecksparkens västra del anlades 1937 en mindre lekplan, populärt kallad Gungparken, som blev början till Spårvägsparkens lekplats. Under flera år upptogs en stor del av lekplatsen av tillfälliga förskolepaviljonger. När dessa flyttades 2014 påbörjades en genomgripande förnyelse av lekplatsen och omgivande parkytor. Lekplatsen återinvigdes i maj 2018.